# Microhierax latifrons
El falconete de Borneo (Microhierax latifrons) es una especie de ave falconiforme de la familia Falconidae.

## Hábitat y estado de conservación
Es endémico de Sabah, en la isla de Borneo.
Su hábitat natural son los bosques de las tierras bajas tropicales o subtropicales secas, y tierras de cultivo. Está amenazado por pérdida de hábitat, por lo que se encuentra clasificado como especie casi amenazada en la Lista Roja de la UICN.